# Euplectrus lutheri
Euplectrus lutheri är en stekelart som beskrevs av Girault 1924. Euplectrus lutheri ingår i släktet Euplectrus och familjen finglanssteklar. Inga underarter finns listade i Catalogue of Life.